# 牧野隆守
牧野 隆守（まきの たかもり、1926年〈大正15年〉1月14日 - 2008年〈平成20年〉1月11日）は、日本の政治家。位階は従三位。勲等は旭日大綬章。
衆議院議員（6期）、政務担当官房副長官（宇野内閣）、労働大臣（第2次小渕改造内閣・第1次森内閣）を歴任。

## 来歴・人物
福井県坂井郡丸岡町（現・坂井市）出身。福井中学などを経て東京大学法学部入学。東大在学中に高等文官試験司法科（現在の司法試験）合格。卒業後、1949年に旧商工省（のちの通産省）に入省。同期には藤原一郎（通産事務次官）、村上信二郎（衆議院議員）、平松守彦 （大分県知事）、大永勇作（中小企業信用保険公庫総裁）、井川博（経済企画事務次官）、織田季明（官房審議官）、小泉孝夫（通産省工業検査所所長）などがいた。
ジェトロニューヨーク事務所、通商局通商政策課長補佐、外務省在西ドイツ日本国大使館一等書記官、貿易局輸出課長、中小企業庁総務課長などを経て、1974年8月に大阪通産局長で退官後、1979年の第35回衆議院議員総選挙で初当選（当選同期に佐藤信二・保利耕輔・畑英次郎・麻生太郎・岸田文武・白川勝彦・丹羽雄哉・亀井静香・吹田愰・宮下創平・亀井善之・船田元など）。所属派閥は中曽根→渡辺派を経て志帥会（江藤・亀井派）旗揚げに参加。戦跡は6勝3敗（中選挙区時代は福井県全県区、小選挙区制導入で福井2区。
宇野内閣で内閣官房副長官、第2次小渕改造内閣・第1次森内閣で労働大臣を歴任。その後自民党行政改革推進本部顧問を務めるが、かねてからの体調不良のため、2003年に政界から勇退した。座右の銘は「随処在主」与えられたポスト、現在ある立場でベストを尽くすことの意。
2003年、旭日大綬章受章。
2008年1月11日、心不全のため死去。81歳没。叙従三位。

## 家族・親族
- 牧野治郎（女婿） 元国税庁長官
- 牧野陽子（長女） 成城大学名誉教授